# حسين الشهرستاني
حسين إبراهيم الشهرستاني هو سياسي عراقي ولد عام 1942 في كربلاء، العراق، وكان الشهرستاني قد اعتذر عن تولي منصب رئيس الوزراء في الحكومة العراقية المؤقتة التي أعلنت في يونيو/حزيران 2004، وأوضح أنه «يفضل أن يخدم بلاده بطرق أخرى».
حاصل على شهادة البكالوريوس في «الهندسة الكيميائية» عام «1965م»، والماجستير في هندسة المفاعلات عام «1967م»، ومن ثم الدكتوراه في الهندسة الكيميائية.
عمل باحثاً علمياً في مركز البحوث النووية عام «1970-1973م»، ومدرس في جامعتي نينوى وبغداد.
شارك الشهرستاني في البرنامج النووي العراقي كخبير لكنه اعتقل في العام 1980م وحكم عليه بالإعدام بتهمة نقل معلومات عن البرنامج العراقي إلى جهات أجنبية، لكن الحكم خفف إلى السجن المؤبد. تمكن الشهرستاني من الهرب من السجن إلى إيران في العام 1991م ثم انتقل للإقامة في الولايات المتحدة.
تعاون الشهرستاني مع أحمد الجلبي في إقناع الكونغرس بإصدار قانون تحرير العراق عام 1998 حيث أدلى بشهادة هناك بوصفه كان يعمل في البرنامج النووي العراقي وقال في حينه للكونغرس إن العراق يمتلك أسلحة نووية، وقبل الانتخابات الأخيرة اتهمه وزير الدفاع العراقي حازم الشعلان بالعمل في مفاعل بوشهر النووي الإيراني.
يرأس حاليا كتلة مستقلون المكونة من 12 نائبا المنضوية في ائتلاف دولة القانون.
وكان في السابق نائب رئيس مجلس النواب العراقي في الحكومة الانتقالية ورشح لمنصب رئيس الوزراء في الحكومة الحالية.
وتم تعيينه وزيراً للنفط في مايو 2006 بعد انسحاب حزب الفضيلة الإسلامي العراقي - الذي أعطيت له حقيبة النفط - من الائتلاف الحكومي، اسند إليه منصب نائب رئيس الوزراء لشؤون الطاقة في حكومة نوري المالكي الثانية، اختير اخيرا وزير للتعليم العالي والبحث العلمي في حكومة حيدر العبادي
في عام 2016 ظهر اسمه جليا في ملفات فساد كبرى حيث أشار التحقيق الذي أجراه موقعا «فبرفاكس ميديا» و«هافنتغون بوست»، ونشر الأربعاء 30 مارس/آذار 2016، إلى عدد من الأسماء البارزة في العراق ذات العلاقة المباشرة بفضيحة فساد كبرى. ومن أبرز هذه الأسماء اسم وزير التعليم العالي حسين الشهرستاني، الذي كان وزيرا للنفط في الحكومة السابقة ونائب رئيس الوزراء لشؤون الطاقة في الدورة التي قبلها.
.

## وصلات خارجية
- حسين الشهرستاني - الجزيرة نت
- حسين الشهرستاني - المعرفة